# Lobbeltjärnen (Arvidsjaurs socken, Lappland, 725723-167758)
Lobbeltjärnen är en sjö i Arvidsjaurs kommun i Lappland och ingår i Byskeälvens huvudavrinningsområde.